# Ельчанинов, Анатолий Иванович
Анато́лий Ива́нович Ельчани́нов (р. 22 июля 1944, Оренбург) — советский и российский картограф. Один из авторов концепции и программы и член редакционного совета Национального атласа России.
Руководитель сектора национального атласа культурного и природного наследия России Российского научно-исследовательского института культурного и природного наследия имени Д. С. Лихачёва (Института Наследия). Кандидат географических наук.
Лауреат премии Генри Форда за сохранение культурного и природного наследия (1998).

## Биография
Родился 22 июля 1944 года в Оренбурге.
В 1976 году окончил кафедру геодезии и картографии географического факультета Московского государственного университета имени М. В. Ломоносова. Кандидат географических наук.
С 1992 года работает в Российском научно-исследовательском институте культурного и природного наследия имени Д. С. Лихачёва (Институте Наследия). Руководитель сектора национального атласа культурного и природного наследия России.
Соавтор (совместно с Ю. А. Ведениным, А. А. Лютым, В. В. Свешниковым) концепции и программы комплексного атласа «Культурное и природное наследие России» (опубликованы в виде монографии в 1995 году).
Соавтор разработки концепций и содержания, изданных карт наследия: «Новая Земля. Природное и культурное наследие», «Остров Вайгач. Природное и культурное наследие», «Москва. Духовное и историко-культурное наследие», «Москва театральная — на рубеже веков», «Соловецкие острова. Духовное и историко-культурное наследие». Карта для паломников и туристов, «Ярославская область. Природное и культурное наследие», «Шатурский район Московской области. Культурное и природное наследие», «Республика Башкортостан. Культурное и природное наследие», «Уфа. Культурное и природное наследие» и других.
Сфера основных научных интересов: атласная картография, картографирование культурного и природного наследия, туристская картография, современные геоинформационные технологии.
Автор около 150 печатных работ, в том числе в соавторстве (атласы, монографии, статьи, доклады, тезисы, карты).

## Национальный атлас России
В 1995 году принимал участие в разработке «Основных положений концепции Национального атласа России» и «Концепции Национального атласа России» (в 10 томах), опубликованных в 1996 году.
Соавтор концепции и программы тома 4 «История. Культура» Национального атласа России. В 2003 году по заданию руководителя Федеральной службы геодезии и картографии России А. А. Дражнюка редактировал программу и содержание 4 тома «История. Культура» Национального атласа России.
С 2003 года — член редакционного совета 2, 3 и 4 томов Национального атласа России. Член Редколлегии 4 тома Национального атласа России. Соавтор отдельных карт тома 2 «Природа. Экология», тома 3 «Население. Экономика» и рецензент некоторых карт этих томов.
Организатор и координатор работ по разделу «Культура» тома 4 «История. Культура». Ответственный исполнитель, научный редактор карт и текстового материала, соавтор всех работ по разделу «Культура», выполненных в Институте Наследия.

## Участие в творческих и общественных организациях
- Член Русского географического общества (с 1975)[1]
- Действительный член Национальной Академии Туризма с 2002 г.
- Член Союза краеведов России с 2005 г.

## Награды и премии
- Премия Генри Форда за сохранение культурного и природного наследия (1998)[1]
- Знак «Отличник геодезии и картографии России» (2002)[1]
- Почётная грамота министра культуры и массовых коммуникаций РФ «За большой вклад в развитие культуры и массовых коммуникаций» (2007)[1]
- Почетная грамота Министерства культуры Российской Федерации за большой вклад в развитие культуры (2010)[источник не указан 3608 дней].
- Медаль Ордена "За заслуги перед Отечеством" 2 степени (2020)

### Монографии
- Веденин Ю. А., Лютый А. А., Ельчанинов А. И., Свешников В. В. Культурное и природное наследие России (Концепция и программа комплексного атласа). — М.: Российский НИИ культурного и природного наследия, 1995.

### Статьи
- Ельчанинов А. И. Картографирование культурного и природного наследия России // Изв. РАН. Сер. геогр. — 2003. — № 4. — С.103—106.
- Веденин Ю. А., Ельчанинов А. И. Национальный атлас России — новейшая научная географическая энциклопедия // Геодезия и картография. — 2010. — № 3. — С. 53—56.